# The Best FIFA Football Awards 2018
Les The Best FIFA Football Awards 2018 sont décernés le 24 septembre 2018, à Londres, au Royaume-Uni.

## Les nommés et les lauréats

### The Best, Joueur de la FIFA

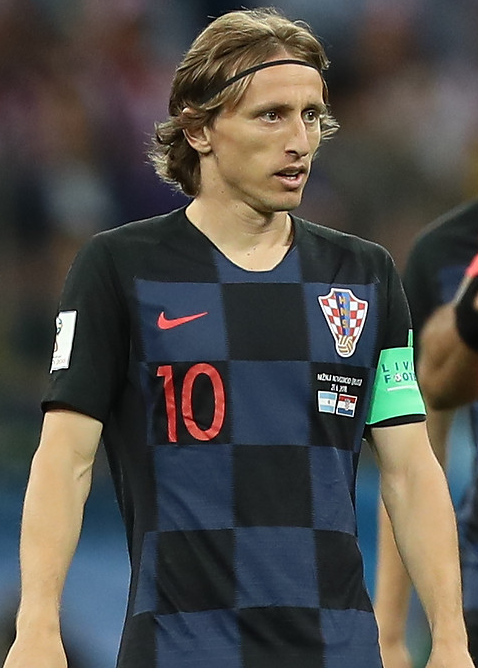
Luka Modrić nommé The Best, Joueur de la FIFA 2018

Un groupe d'experts sur football représentants de la FIFA et externe du football a établi une liste de 10 joueurs masculins pour ce prix. Les 10 candidats ont été annoncés le 24 juillet 2018. Les 3 finalistes ont été annoncés le 3 septembre .
Les critères de sélection pour les joueurs de l'année sont : la performance sportive, ainsi que la conduite sur et hors du terrain du 3 juillet 2017 au 15 juillet 2018 inclus.
| Rang             | Nom               | Club                      | Équipe Nationale | Pourcentage |
| Finalistes       | Finalistes        | Finalistes                | Finalistes       | Finalistes  |
| ---------------- | ----------------- | ------------------------- | ---------------- | ----------- |
| 1                | Luka Modrić       | Real Madrid               | Croatie          | 29,05 %     |
| 2                | Cristiano Ronaldo | Real Madrid / Juventus FC | Portugal         | 19,08 %     |
| 3                | Mohamed Salah     | Liverpool FC              | Égypte           | 11,23 %     |
| Autres candidats |                   |                           |                  |             |
| 4                | Kylian Mbappé     | Paris Saint-Germain       | France           | 10,52 %     |
| 5                | Lionel Messi      | FC Barcelone              | Argentine        | 9,81 %      |
| 6                | Antoine Griezmann | Atlético Madrid           | France           | 6,69 %      |
| 7                | Eden Hazard       | Chelsea FC                | Belgique         | 5,65 %      |
| 8                | Kevin De Bruyne   | Manchester City           | Belgique         | 3,54 %      |
| 9                | Raphaël Varane    | Real Madrid               | France           | 3,45 %      |
| 10               | Harry Kane        | Tottenham Hotspur         | Angleterre       | 0,98 %      |

### The Best, Joueuse de la FIFA
Un groupe d'experts du football féminin, représentant chacune des six confédérations a choisi une liste des dix joueuses pour ce prix.
Les 10 candidates ont été annoncées le 24 juillet 2018. Les trois finalistes ont été annoncées le 3 septembre .

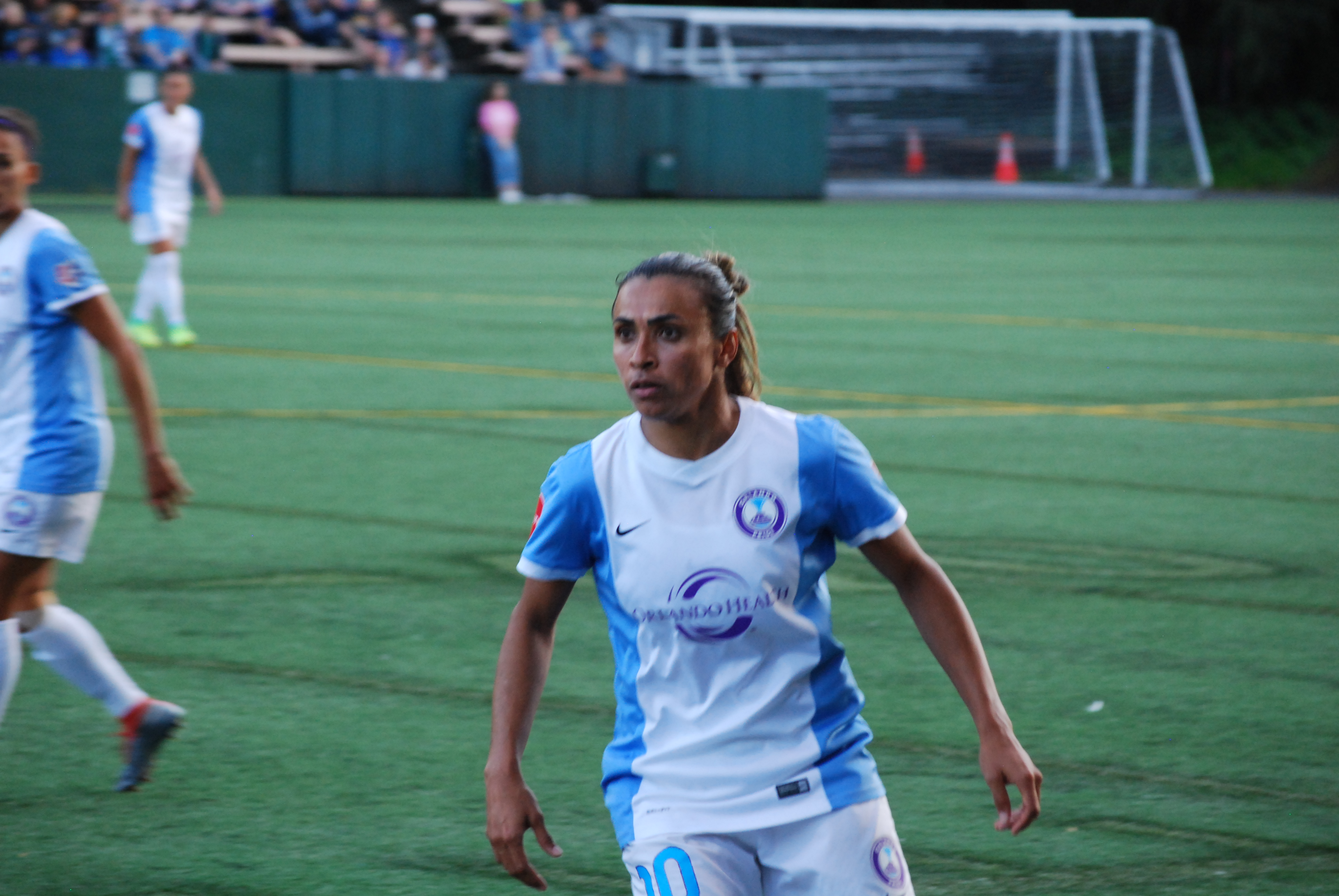
Marta Vieira da Silva nommée The Best, Joueuse de la FIFA 2018

Les critères de sélection pour les femmes sont : la performance sportive, ainsi que la conduite sur et hors du terrain du 7 août 2017 au 24 mai 2018 inclus.
| Rang              | Nom                | Club                 | Équipe Nationale | Pourcentage |
| Finalistes        | Finalistes         | Finalistes           | Finalistes       | Finalistes  |
| ----------------- | ------------------ | -------------------- | ---------------- | ----------- |
| 1                 | Marta              | Pride d'Orlando      | Brésil           | 14,73 %     |
| 2                 | Dzsenifer Marozsán | Lyon                 | Allemagne        | 12,86 %     |
| 3                 | Ada Hegerberg      | Lyon                 | Norvège          | 12,60 %     |
| Autres candidates |                    |                      |                  |             |
| 4                 | Megan Rapinoe      | Seattle Reign FC     | États-Unis       | 11,64 %     |
| 5                 | Pernille Harder    | VfL Wolfsbourg       | Danemark         | 10,08 %     |
| 6                 | Lucy Bronze        | Manchester City Lyon | Angleterre       | 8,65 %      |
| 7                 | Amandine Henry     | Thorns FC Lyon       | France           | 8,11 %      |
| 8                 | Wendie Renard      | Lyon                 | France           | 7,89 %      |
| 9                 | Sam Kerr           | Chicago Red Stars    | Australie        | 6,78 %      |
| 10                | Saki Kumagai       | Lyon                 | Japon            | 6,66 %      |

### The Best, Gardien de but de la FIFA

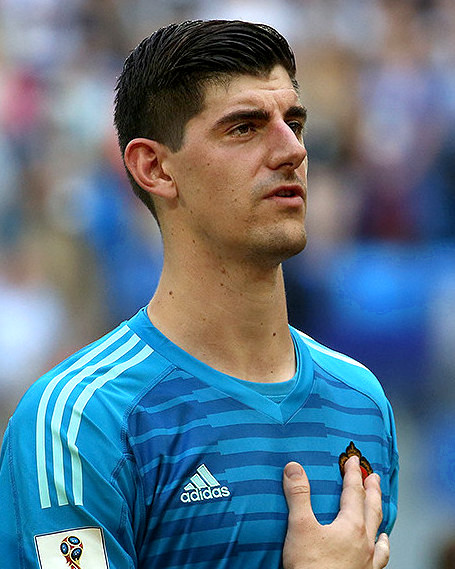
Thibaut Courtois, nommé The Best, Gardien de but de la FIFA 2018

Les trois finalistes ont été annoncés le 3 septembre .
| Rang       | Nom               | Club                     | Équipe Nationale | Pourcentage |
| Finalistes | Finalistes        | Finalistes               | Finalistes       | Finalistes  |
| ---------- | ----------------- | ------------------------ | ---------------- | ----------- |
| 1          | Thibaut Courtois  | Chelsea FC / Real Madrid | Belgique         |             |
|            | Hugo Lloris       | Tottenham Hotspur        | France           |             |
|            | Kasper Schmeichel | Leicester City           | Danemark         |             |

### The Best, Entraîneur de la FIFA
Un panel d’experts du football masculin de la FIFA a établi une liste de onze entraîneurs masculins pour ce prix. Les onze candidats ont été annoncés le 24 juillet 2018. Les trois finalistes ont été annoncés le 3 septembre .

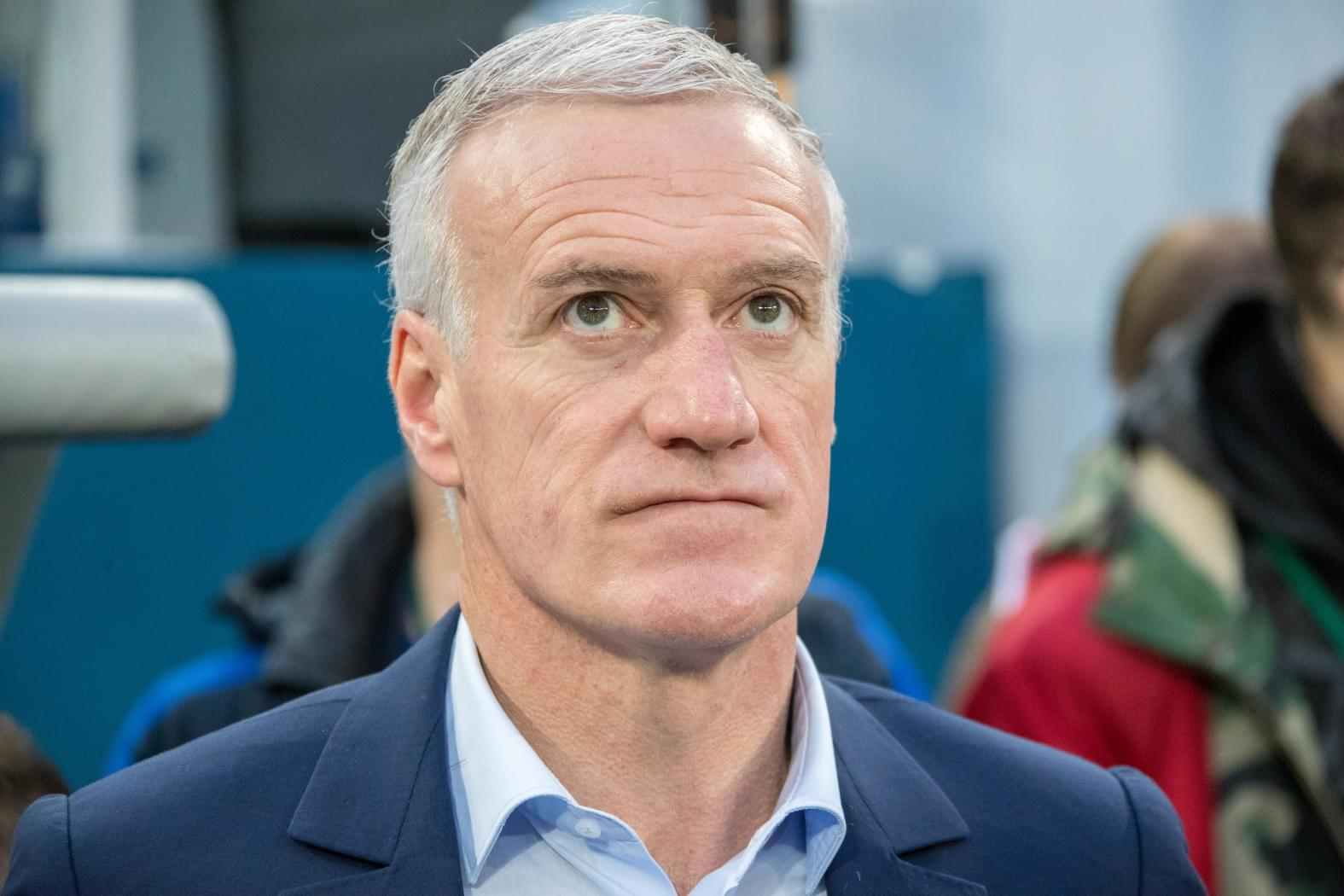
Didier Deschamps, nommé The Best, Entraîneur de la FIFA 2018

Les critères de sélection pour les entraîneurs de l'année sont : la performance sportive, ainsi que la conduite sur et hors du terrain du 3 juillet 2017 au 15 juillet 2018.
| Rang             | Nom                     | Équipe          | Pourcentage |
| Finalistes       | Finalistes              | Finalistes      | Finalistes  |
| ---------------- | ----------------------- | --------------- | ----------- |
| 1                | Didier Deschamps        | France          | 30,52 %     |
| 2                | Zinédine Zidane         | Real Madrid     | 25,74 %     |
| 3                | Zlatko Dalić            | Croatie         | 11,81 %     |
| Autres candidats |                         |                 |             |
| 4                | Pep Guardiola           | Manchester City | 11,46 %     |
| 5                | Jürgen Klopp            | Liverpool FC    | 7,18 %      |
| 6                | Diego Simeone           | Atlético Madrid | 3,23 %      |
| 7                | Roberto Martínez        | Belgique        | 2,61 %      |
| 8                | Ernesto Valverde        | FC Barcelone    | 2,39 %      |
| 9                | Stanislav Tchertchessov | Russie          | 2,14 %      |
| 10               | Gareth Southgate        | Angleterre      | 1,57 %      |
| 11               | Massimiliano Allegri    | Juventus FC     | 1,35 %      |

### The Best, Entraîneur féminine de la FIFA
Un groupe d'experts sur du football, représentant chacune des six confédérations a choisi une liste de dix entraîneurs de football féminin pour ce prix. Les candidats ont été annoncés le 24 juillet 2018. Les trois finalistes ont été annoncé(e)s le 3 septembre .

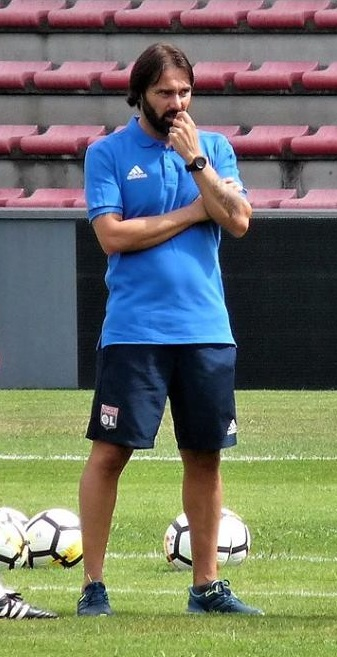
Reynald Pedros, nommé The Best, Entraîneur de football féminin de la FIFA 2018

Les critères de sélection pour les entraîneurs de football féminin de l'année sont : la performance et le comportement général de leur équipe sur et en dehors du terrain du 7 août 2017 au 24 mai 2018 inclus.
| Rang                | Nom                      | Équipe         | Pourcentage |
| Finalistes          | Finalistes               | Finalistes     | Finalistes  |
| ------------------- | ------------------------ | -------------- | ----------- |
| 1                   | Reynald Pedros           | Lyon           | 23,15 %     |
| 2                   | Sarina Wiegman           | Pays-Bas       | 15,31 %     |
| 3                   | Asako Takakura           | Japon          | 12,80 %     |
| Autres candidat(e)s |                          |                |             |
| 4                   | Emma Hayes               | Chelsea        | 10,73 %     |
| 5                   | Stephan Lerch            | VfL Wolfsbourg | 9,21 %      |
| 6                   | Martina Voss-Tecklenburg | Suisse         | 7,42 %      |
| 7                   | Vadão                    | Brésil         | 6,66 %      |
| 8                   | Jorge Vilda              | Espagne        | 5,93 %      |
| 9                   | Mark Parsons             | Thorns FC      | 5,04 %      |
| 10                  | Alen Stajcic             | Australie      | 3,75 %      |

### Prix du Fair Play de la FIFA
Le prix est remis à un joueur, un entraîneur, une équipe, un officiel de match ou un fan du groupe dans la reconnaissance et l'exemple du fair-play sur le terrain ou à l'égard d'un officiel de match de football au cours de novembre 2017 à août 2018. Le prix sera remis pour le geste ”fair-play” et/ou du comportement de l'année (un acte de fair-play sur le terrain ou à l'égard d'un officiel de match de football — qui pourrait également inclure n'importe quel amateur de la ligue).
| Vainqueur   | Raison |
| ----------- | --- |
| Lennart Thy | Il a renoncé à participer à un match de son équipe afin d'aller donner ses cellules souches à un patient atteint d'une leucémie pour lequel il était un donneur compatible. |

### FIFA Puskas Award
Pour le Prix Puskás de la FIFA, un panel d’experts de la FIFA établit une liste avec les dix plus beaux buts de l’année. Les utilisateurs voteront pour leur but préféré à partir de cette liste sur les plateformes numériques de la FIFA.

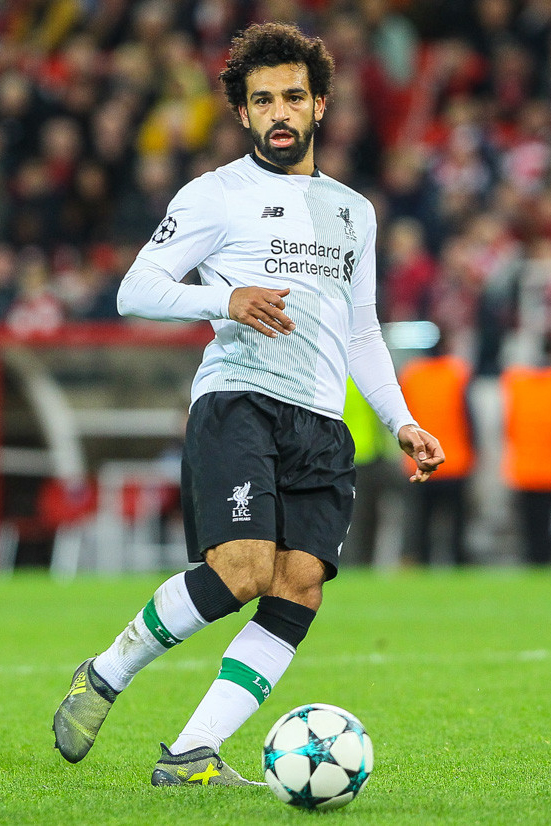
Mohamed Salah, vainqueur du FIFA Puskas Award 2018

Les 10 candidats ont été annoncés le 3 septembre .
| Rang | Joueur                     | Match                           | Compétition                             | Date              | Pourcentage |
| ---- | -------------------------- | ------------------------------- | --------------------------------------- | ----------------- | ----------- |
| 1    | Mohamed Salah              | Liverpool FC – Everton FC       | Championnat d'Angleterre 2017-2018      | 10 décembre 2017  |             |
|      | Gareth Bale                | Real Madrid – Liverpool FC      | Ligue des champions de l'UEFA 2017-2018 | 26 mai 2018       |             |
|      | Denis Cheryshev            | Russie – Croatie                | Coupe du monde de la FIFA 2018          | 7 juillet 2018    |             |
|      | Lazaros Christodoulopoulos | AEK Athènes – Olympiakos        | Championnat de Grèce 2017-2018          | 24 septembre 2017 |             |
|      | Giorgian De Arrascaeta     | Cruzeiro – América Mineiro      | Championnat du Minas Gerais             | 4 février 2018    |             |
|      | Riley McGree               | Newcastle Jets – Melbourne City | Championnat d'Australie 2017-2018       | 27 avril 2018     |             |
|      | Lionel Messi               | Nigeria – Argentine             | Coupe du monde de la FIFA 2018          | 26 juin 2018      |             |
|      | Benjamin Pavard            | France – Argentine              | Coupe du monde de la FIFA 2018          | 30 juin 2018      |             |
|      | Ricardo Quaresma           | Iran – Portugal                 | Coupe du monde de la FIFA 2018          | 25 juin 2018      |             |
|      | Cristiano Ronaldo          | Juventus FC – Real Madrid       | Ligue des champions de l'UEFA 2017-2018 | 3 avril 2018      |             |

### Prix FIFA des supporters
Les trois finalistes ont été annoncés le 3 septembre .
| Rang | Supporter(s)                      | Match                                  | Compétition                    | Date            | Pourcentage |
| ---- | --------------------------------- | -------------------------------------- | ------------------------------ | --------------- | ----------- |
| 1    | Supporters du Pérou               | -                                      | Coupe du monde de la FIFA 2018 | juin 2018       |             |
|      | Sebastián Carrera                 | Coquimbo Unido – Deportes Puerto Montt | Primera B du Chili 2017        | 22 octobre 2017 |             |
|      | Supporters du Japon et du Sénégal | -                                      | Coupe du monde de la FIFA 2018 | juin 2018       |             |

### FIFA/FIFPro World XI
| Gardien                          | Défenseurs | Milieux                                                                | Attaquants                                                                                      |
| -------------------------------- | --- | ---------------------------------------------------------------------- | ----------------------------------------------------------------------------------------------- |
| David de Gea (Manchester United) | Marcelo (Real Madrid) Sergio Ramos (Real Madrid) Raphael Varane (Real Madrid) Dani Alves (Juventus/Paris Saint-Germain) | Eden Hazard (Chelsea) Luka Modrić (Real Madrid) N'Golo Kanté (Chelsea) | Cristiano Ronaldo (Real Madrid) Kylian Mbappé (Paris Saint-Germain) Lionel Messi (FC Barcelone) |